# Les Pistolets de Sans Atout
 (mars 2024).
Si vous disposez d'ouvrages ou d'articles de référence ou si vous connaissez des sites web de qualité traitant du thème abordé ici, merci de compléter l'article en donnant les références utiles à sa vérifiabilité et en les liant à la section « Notes et références ».
Les Pistolets de Sans Atout est un roman policier pour la jeunesse de Boileau-Narcejac, paru en 1973. C'est le troisième roman de la série de huit consacrée aux aventures de Sans Atout.

## Liste des personnages

### Personnages principaux
- François Robion, alias Sans-Atout, a 15 ans, habite en France et est l’ami de Bob. Courageux, intelligent, méticuleux, c'est un optimiste dans la vie.
- Bob Skinner a 15 ans, comme François mais habite en Angleterre. Il est le fils de Mr. Skinner, celui qui a inventé l’automate. Il vit dans une famille riche. Gourmand et gros, il tente de garder ses émotions pour lui.
- Jonathan Skinner a une trentaine d’années. Père de Bob, il est comme François optimiste. Il est malin, car pour l’automate, il vole lui-même ses papiers, pour que les autres n'en vendent pas sur le marché, car la police penserait que c’est lui qui a volé sa propre invention.

### Personnages secondaires
- Morrisson, inspecteur chargé de l’enquête. Il est judicieux dans ses observations.
- Miss Mary, future épouse du père de Bob, Mr. Skinner. De haute taille, elle a de longs cheveux blonds. Elle a environ le même âge que Mr. Skinner.
- L’homme roux : mystérieux et inoffensif, on n’en sait pas plus sur son compte.

### Personnages figurants
- Mrs. Humphrey, domestique de la maison.
- Le narrateur n’est pas un personnage de l’histoire.
- Laslo Carolyi.

## Édition
- « Les Pistolets De Sans-Atout », Gallimard, coll. Folio junior énigmes, 1980.